# Linda Jewell
Linda Jewell (* 1953 in Little Rock, Arkansas; † 18. November 2019) war eine US-amerikanische Diplomatin, die unter anderem zwischen 2005 und 2008 Botschafterin der Vereinigten Staaten in Ecuador war.

## Leben
Linda Jewell absolvierte ein grundständiges Studium an der Yale University, welches sie 1975 mit einem Bachelor of Arts (BA) beendete und war danach für den Verlag Prentice Hall tätig. Im Mai 1976 trat sie als Foreign Service Officer in den diplomatischen Dienst des Außenministeriums und fand in den folgenden Jahren zahlreiche Verwendungen im Ministerium sowie an Auslandsvertretungen. Nachdem sie zunächst Mitarbeiterin der Bundesinformationsagentur USIA (US Information Agency) war, war sie zwischen 1977 und 1981 in verschiedenen Bereichen an der Botschaft in Indonesien tätig sowie anschließend von 1982 bis 1985 Attachée für Wirtschaftsprogramme an der Botschaft in Mexiko. Nach ihrer Rückkehr war sie im Außenministerium zwischen 1985 und 1987 Referentin für Mittelamerika-Angelegenheiten der USIA. 1987 begann sie ein postgraduales Studium im Fach internationale öffentliche Politik an der Paul H. Nitze School of Advanced International Studies (SAIS) der Johns Hopkins University in Washington, D.C. und schloss dieses 1988 mit einem Master of Arts (MA International Public Policy) ab. Danach war sie von 1988 bis 1992 als Referentin für öffentliche Angelegenheiten für Nordindien und zuletzt als Referentin für Nachrichtendienste an der Botschaft in Indien sowie daraufhin zwischen 1993 und 1996 als Referentin für Nachrichtendienste an der Botschaft in Polen tätig. Daraufhin fungierte sie von 1996 bis 1997 im Außenministerium als stellvertretende Leiterin des Referats und zuletzt zwischen 1997 und 1999 als Leiterin des Referats Lateinamerika, ehe sie zwischen 1999 und 2002 als Deputy Chief of Mission Ständige Vertreterin und Stellvertreterin des Botschafters in Costa Rica war.
Daraufhin kehrte Linda Jewell erneut ins Außenministerium zurück und war erst von 2002 bis 2003 Leiterin des Referats Politische Planung und Koordination (Office of Policy Planning and Coordination) in der Unterabteilung Angelegenheiten der westlichen Hemisphäre (Bureau of Western Hemisphere Affairs) sowie im Anschluss zwischen 2003 und 2005 als Deputy Assistant Secretary of State for Western Hemisphere Affairs stellvertretende Leiterin dieser Unterabteilung. Am 31. Mai 2005 wurde sie zur Botschafterin der Vereinigten Staaten in Ecuador ernannt und überreichte dort am 29. August 2005 als Nachfolgerin von Kristie Kenney ihre Akkreditierung. Sie verblieb auf diesem Posten bis zum 22. Juli 2008, woraufhin Heather M. Hodges ihre Nachfolgerin wurde. Sie trat daraufhin im Juli 2008 in den Ruhestand und war zwischen 2010 und 2011 noch als Senior Fellow am neu gegründeten Jackson Institute for Global Affairs der Yale University tätig.
Linda Jewell war verheiratet und Mutter zweier Kinder. Sie starb am 18. November 2019 an Krebs.